# 静坐运动
静坐运动（Sit-in movement）是继1960年2月1日美國北卡罗来纳州格林斯伯勒静坐之后的一波静坐示威运动。静坐运动的參與者採取非暴力直接行动的方式以抗議美國種族隔離制度。静坐运动是非裔美國人民權運動中的一个关键事件。